# Liste der Einträge im National Register of Historic Places im Preston County
Diese Liste der Einträge im National Register of Historic Places im Preston County enthält alle im Preston County, West Virginia in das National Register of Historic Places eingetragenen Gebäude, Bauwerke, Objekte, Stätten oder historischen Distrikte.
Diese Liste entspricht dem Bearbeitungsstand des National Park Service/National Register of Historic Places vom 23. August 2024.

## Legende
| NRHP | Historic Place             |
| HD   | National Historic District |

## Aktuelle Einträge
| [ 2 ] | Name                                                        | Bild                                  | Eintragsdatum                                   | Lage | Ort                  | Beschreibung |
| ----- | ----------------------------------------------------------- | ------------------------------------- | ----------------------------------------------- | --- | -------------------- | ------------ |
| 1     | Arthurdale Historic District                                | weitere Bilder                        | 1. Feb. 1989 ID-Nr. 88001862                    | östlich und westlich der West Virginia Route 92 39° 29′ 34″ N, 79° 49′ 1″ W                                                  | Arthurdale           |              |
| 2     | Brookside Historic District                                 | weitere Bilder                        | 8. Mai 2013 ID-Nr. 13000264                     | George Washington Hwy. 39° 19′ 33,2″ N, 79° 32′ 6,5″ W                                                                       | Aurora               |              |
| 3     | Col. Thomas Brown House                                     | Col. Thomas Brown House               | 17. März 1994 ID-Nr. 94000212                   | County Route 92, südlich von Reedsville 39° 28′ 31″ N, 79° 48′ 42″ W                                                         | Reedsville           |              |
| 4     | Coopers Rock State Forest Superintendent’s House and Garage | weitere Bilder                        | 15. Mai 1991 ID-Nr. 91000546                    | Interstate 68, östlich von Morgantown 39° 39′ 38″ N, 79° 46′ 53″ W                                                           | Morgantown           |              |
| 5     | Downtown Rowlesburg Historic District                       | Downtown Rowlesburg Historic District | 30. Nov. 2005 ID-Nr. 05001350                   | Buffalo St., Church St., Teilbereiche der Main St., Poplar St., Railroad Alley und Railroad St. 39° 20′ 50″ N, 79° 40′ 14″ W | Rowlesburg           |              |
| 6     | Elkins Coal and Coke Company Historic District              | weitere Bilder                        | 1. Juli 1983 ID-Nr. 83003249                    | an der West Virginia Route 7 39° 32′ 42″ N, 79° 48′ 36″ W                                                                    | Bretz                |              |
| 7     | Fairfax Stone Site                                          | weitere Bilder                        | 26. Jan. 1970 ID-Nr. 70000653                   | nördlich von William an der Verbindung zu den Grant, Preston und Tucker counties 39° 11′ 42″ N, 79° 29′ 16″ W                | Redhouse             |              |
| 8     | Gaymont                                                     | weitere Bilder                        | 14. Apr. 1992 ID-Nr. 92000351                   | U.S. Route 50, westlich der Straßenkreuzung mit der West Virginia Route 24 39° 19′ 31″ N, 79° 32′ 8″ W                       | Aurora               |              |
| 9     | A.W. Gribble Farm                                           | weitere Bilder                        | 30. Dez. 2009 ID-Nr. 09001192                   | Loop Rd. 39° 37′ 34,8″ N, 79° 46′ 2,6″ W                                                                                     | Pisgah               |              |
| 10    | Hagans Homestead                                            | Hagans Homestead                      | 14. Juli 1993 ID-Nr. 93000617                   | West Virginia Route 26, Interstate 68 39° 39′ 56″ N, 79° 37′ 22″ W                                                           | Brandonville         |              |
| 11    | Indian Rocks Dining Hall                                    | Indian Rocks Dining Hall              | 8. Jan. 2003 ID-Nr. 02001688                    | West Virginia Route 7, östlich von Reedsville 39° 30′ 37″ N, 79° 45′ 55″ W                                                   | Reedsville           |              |
| 12    | Kingwood Historic District                                  | Kingwood Historic District            | 15. Juli 1994 ID-Nr. 94000723                   | zwischen der Tunnelton, Main, Sigler, High, und Price Sts. 39° 28′ 13″ N, 79° 41′ 14″ W                                      | Kingwood             |              |
| 13    | James S. Lakin House                                        | James S. Lakin House                  | 9. Jan. 1997 ID-Nr. 96001573                    | 102 Aurora Ave. 39° 26′ 36,6″ N, 79° 32′ 51″ W                                                                               | Terra Alta           |              |
| 14    | James Clark McGrew House                                    | James Clark McGrew House              | 9. Juli 1993 ID-Nr. 93000618                    | 109 E. Main St. 39° 28′ 20″ N, 79° 41′ 11″ W                                                                                 | Kingwood             |              |
| 15    | Old Hemlock                                                 | Old Hemlock                           | 16. Dez. 2014 ID-Nr. 14001061                   | 17098 Brandonville Pike 39° 38′ 53,9″ N, 79° 37′ 1,6″ W                                                                      | Bruceton Mills       |              |
| 16    | Ralphsnyder Decagonal Barn                                  | Ralphsnyder Decagonal Barn            | 2. Dez. 1985 ID-Nr. 85003111                    | County Route 52/2 39° 33′ 10,1″ N, 79° 45′ 47,2″ W                                                                           | Masontown            |              |
| 17    | Reckart Mill                                                | Reckart Mill                          | 3. Juni 1980 ID-Nr. 80004039                    | westlich von Cranesville an der West Virginia Route 28 und der County Route 47 39° 33′ 11,8″ N, 79° 31′ 41″ W                | Cranesville          |              |
| 18    | Red Horse Tavern                                            | weitere Bilder                        | 2. Juli 1973 ID-Nr. 79003443 73001923, 79003443 | östlich von Aurora an der U.S. Route 50 39° 19′ 35,2″ N, 79° 31′ 54,1″ W                                                     | Aurora und Brookside |              |
| 19    | Terra Alta Bank                                             | Terra Alta Bank                       | 9. Juli 1997 ID-Nr. 97000786                    | 109 E. Washington St. 39° 26′ 41,6″ N, 79° 32′ 45,2″ W                                                                       | Terra Alta           |              |
| 20    | Terra Alta First United Methodist Church                    |                                       | 15. Apr. 2022 ID-Nr. 100007611                  | 301 West State Ave. 39° 26′ 49,6″ N, 79° 32′ 52,4″ W                                                                         | Terra Alta           |              |
| 21    | Tunnelton Railroad Depot                                    | Tunnelton Railroad Depot              | 2. Mai 1996 ID-Nr. 96000437                     | Boswell St., nördlich der Boswell und South Sts. 39° 23′ 37″ N, 79° 44′ 45″ W                                                | Tunnelton            |              |
| 22    | Virginia Furnace                                            | weitere Bilder                        | 1. Juli 1999 ID-Nr. 99000790                    | West Virginia Route 26, entlang des Muddy Creek 39° 31′ 45″ N, 79° 38′ 0″ W                                                  | Albright             |              |